# سملی تالا
سملی تالا (انگلیسی: Sameli Tala; ۱۶ اوت ۱۸۹۳ – ۶ ژانویهٔ ۱۹۶۱) دونده دو نیمه‌استقامت اهل فنلاند بود.